# 扁茎薹草
扁茎薹草（学名：Carex planiscapa）为莎草科薹草属的植物，为中国的特有植物。分布于中国大陆的海南等地，生长于海拔1,600米至2,800米的地区，多生于林下石坡上或溪边草地，目前尚未由人工引种栽培。